# زندگی‌نامه علمی دانشوران
زندگی‌نامه علمی دانشوران یک اثر مرجع علمی است که از سال 1970 تا 1980 توسط انتشارات پسران چارلز اسکریبنر در نیویورک منتشر شد و  زیرنظر احمد بیرشک ترجمه شده است که در سال ۱۳۷۵ منتشر و در مراسم کتاب سال جمهوری اسلامی ایران به‌عنوان کتاب برگزیده معرفی شد.